# Регистарске ознаке у Бугарској
Данашње регистарске ознаке у Бугарској састоје се од укупно осам знакова на белој позадини, од којих су прво два слова (која означавају области Бугарске), па потом четири цифре, и на крају два тзв. "серијска" слова. Са леве стране се налази плаво поље са звездицама Европске уније и испод њих међународна ауто-ознака за Бугарску BG, а на таблицама пре 2008, уместо звездица ЕУ налазила се застава Бугарске.

## Формати
Тренутни стандард се користи од 1992. године и на њему се користе искључиво она слова која изгледају исто и у латиници и у ћирилици и има их дванаест (А, В, Е, К, Р, С,  и У). За серијска слова користе се искључиво сугласници и слово А, а слова која се не користе су Е, О и У, од којих је слово Е резервисано за приколице. Мотори користе таблице са два реда, али са само једним серијским словом уместо два.

## Остали формати
- Привремене таблице користе формат који је изгледа "три цифре, слово, три цифре", а са десне стране се налази црвено поље у коме се углавном налази година када она истиче. Слово може да буде Т (за транзит нерегистрованог возила кроз Бугарску), Н (за ново возило које још није регистровано), М (исто као слово Н после када су истекле залихе 2017. године) или В (пробне таблице).
- Војне таблице састоје се од словне ознаке ВА после које следи шест цифара.
- Странци који привремено увозе возило у Бугарску, од 2019. године користе формат који се састоји од слова ХХ после којих следи четири цифара и после њих година у којима истиче таблица, где су знакови у мањој величини.
- Дипломатске таблице имају беле знакове на црвеној позадини, без плавог поља са ознаком BG. Састоје се од једне од следећих ознака: С (за возила у власништву дипломатских представништва), СС (за возила у власништву конзуларних тела) или СТ (за возила која су у власништву осталих чланова страних представништва), после које следе четири цифре, од којих прве две означавају државу. Са десне стране се, у мањим бројевима, налази година у којој истиче таблица.

## Кодови области
| Код | Област                            |
| --- | --------------------------------- |
|     | Бургаска област                   |
|     | Варненска област                  |
|     | Видинска област                   |
|     | Врачанска област                  |
|     | Великотрновска област             |
|     | Благоевградска област             |
|     | електрична возила (2022—данас)    |
|     | Габровска област                  |
|     | Плевенска област                  |
|     | електрични мотоцикли (2022—данас) |
|     | Крџалијска област                 |
|     | Ћустендилска област               |
|     | Монтанска област                  |
|     | Шуменска област                   |
|     | Ловечка област                    |
|     | Русенска област                   |
|     | Пазарџичка област                 |
|     | Пловдивска област                 |
|     | Перничка област                   |
|     | Разградска област                 |
| ,   | Град Софија                       |
|     | Сливенска област                  |
|     | Смољанска област                  |
|     | Софијска област                   |
|     | Силистранска област               |
|     | Старозагорска област              |
|     | Трговишка област                  |
|     | Добричка област                   |
|     | Јамболска област                  |
|     | Хасковска област                  |